# Atom miraiha No.9
Az Atom miraiha No.9 (アトム 未来派 No.9; „Atom futurista No.9”; Hepburn: Atomu miraiha No.9) a Buck-Tick japán rockegyüttes huszadik nagylemeze, mely 2016-ban jelent meg. Ötödik volt az Oricon slágerlistáján és hatodik a Billboard Japan albumlistáján. A Pinoa Icchio -Odoru Atom- című dalban közreműködik Ueda Takesi (The Mad Capsule Markets) is.

## Dallista
Az összes dalszöveg szerzője Szakurai Acusi, kivéve, ahol külön jelölve van; az összes szám szerzője Imai Hiszasi, kivéve, ahol külön jelölve van.
| 1.    | Cum uh Sol nu -Flask no bessu- (cum uh sol nu -フラスコの別種-) | Imai Hiszasi                 |                 | 3:53 |
| 2.    | Pinoa Icchio -Odoru Atom- (PINOA ICCHIO -躍るアトム-)           | Imai Hiszasi                 |                 | 2:30 |
| 3.    | Devil's Wings                                                   |                              |                 | 4:43 |
| 4.    | El Dorado                                                       |                              | Hosino Hidehiko | 3:58 |
| 5.    | Bi Neo Universe (美 NEO Universe)                               |                              |                 | 5:05 |
| 6.    | Boy Septem Peccata Mortalia                                     |                              |                 | 4:21 |
| 7.    | Dzsukai (樹海)                                                  |                              | Hosino Hidehiko | 3:46 |
| 8.    | The Seaside Story                                               | Imai Hiszasi                 |                 | 3:27 |
| 9.    | Future Song -Mirai ga tóru- (FUTURE SONG -未来が通る-)          | Imai Hiszasi, Szakurai Acusi |                 | 3:57 |
| 10.   | Mandzsuszaka (曼珠沙華 manjusaka)                               |                              | Hosino Hidehiko | 4:39 |
| 11.   | Cuba Libre                                                      |                              |                 | 4:34 |
| 12.   | Ai no szórecu (愛の葬列)                                        |                              |                 | 6:51 |
| 13.   | New World -Beginning-                                           |                              |                 | 4:45 |
| 56:34 |                                                                 |                              |                 |      |